# Italiens Grand Prix 1957
Italiens Grand Prix 1957 var det sista av åtta lopp ingående i formel 1-VM 1957.  

## Resultat
- 1 Stirling Moss, Vanwall, 8 poäng
- 2 Juan Manuel Fangio, Maserati, 6
- 3 Wolfgang von Trips, Ferrari, 4
- 4 Masten Gregory, Scuderia Centro Sud (Maserati), 3
- 5 Giorgio Scarlatti, Maserati[1], 1
- = Harry Schell, Maserati[1], 1
- 6 Mike Hawthorn, Ferrari
- 7 Tony Brooks, Vanwall
- 8 Luigi Musso, Ferrari
- 9 Paco Godia, Francisco Godia-Sales (Maserati)
- 10 Horace Gould, Gould's Garage (Maserati)
- 11 André Simon, Ottorino Volonterio (Maserati)[2]
- = Ottorino Volonterio, Ottorino Volonterio (Maserati)[2]

### Förare som bröt loppet
- Peter Collins, Ferrari (varv 62, motor)
- Stuart Lewis-Evans, Vanwall (49, motor)
- Jean Behra, Maserati (49, överhettning)
- Bruce Halford, Bruce Halford (Maserati) (47, motor)
- Harry Schell, Maserati[3] (34, oljeläcka)
- Joakim Bonnier, Scuderia Centro Sud (Maserati) (31, överhettning)
- Luigi Piotti, Luigi Piotti (Maserati) (3, motor)